# كيزواتنا
كيزواتنا (أو كيزوادنا، وفي المصرية القديمة كودي)، هو اسم مملكة اناضوليةقديمة المملكة يعود تاريخها إلى الألفية الثانية قبل الميلاد. كانت كيزواتنا تقع في مرتفعات جنوب شرق الأناضول بالقرب من خليج إسكندرونة في تركيا الحالية. طوّقت المملكة جبال طوروس ونهر جيهان وكان مركز المملكة مدينة كوماني الواقعة في مرتفعات المملكة.

## الجغرافيا

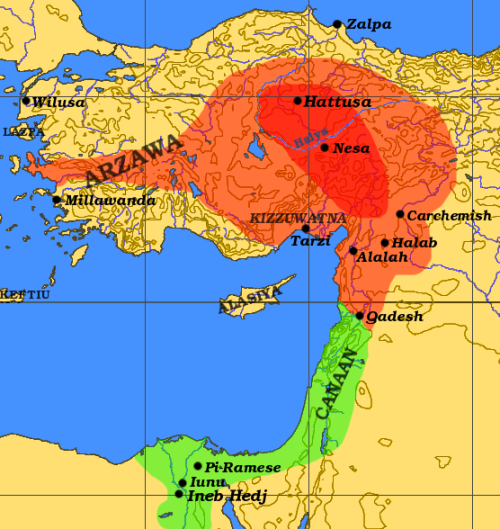
مدى توسع الإمبراطورية الحثية (باللون الأحمر). الخريطة تظهر أمكنة مملكتى أرزاوا وكيزوتنا حوالي سنة 1290 قبل الميلاد. تحد الإمبراطورية الحثية المملكة المصرية (باللون الأخضر).

امتلكت البلاد موارد قيمة مثل مناجم الفضة في جبال طوروس . لا تزال منحدرات سلسلة الجبال مغطاة جزئيًا بالغابات. جعلت الأمطار الشتوية السنوية الزراعة ممكنة في المنطقة في وقت مبكر جدًا (انظر جاتال هويوك) ووفرت السهول الواقعة على المجرى السفلي لنهر جيهان حقولاً غنية للزراعة.

## الشعب
تعايشت عدة مجموعات إثنية في مملكة كيزواتنا. سكن الحوريون هذه المنطقة على الأقل منذ بداية الألفية الثانية قبل الميلاد. كان من المرجح أن يؤدي التوسع الحثي في أوائل عصر الدولة القديمة (تحت حكم هاتوسيلي الأول ومرسلي الأول ) إلى جلب الحيثيين واللويين إلى جنوب شرق الأناضول. كانت اللغة اللووية جزءًا من مجموعة اللغات الهندو أوروبية ، مع روابط وثيقة باللغة الحثية . من المحتمل أن كل من الحيثيين المحليين واللويين ساهموا في تشكيل مملكة كيزواتنا المستقلة بعد إضعاف المملكة الحثية القديمة. من المحتمل أن الاسم الجغرافي كيزواتنا هو تكيف لووي ال-اسم الحثي * kez-udne وتعني «البلد الذي يقع على هذا الجانب (من الجبال)» Luwian (Yakubovich 2010، ص. 273-4). أصبحت الثقافة الحورية أكثر بروزًا في كيزواتنا بمجرد دخولها مجال نفوذ مملكة ميتاني الحورية.
كانت بدهيبا زوجة الملك الحثي خاتوشيلي الثالث من كيزواتنا حيث كانت كاهنة. تم دمج آلهة كيزواتنا في مجموعة الآلهة الحثية، وأصبحت الإلهة هبة من كيزواتنا مهمة جدًا في الدين الحثي في نهاية القرن الثالث عشر قبل الميلاد. تم اكتشاف مجموعة من النصوص الدينية تسمى طقوس كيزواتنا في مدينة خاتوشا. يُعتقد أن مجموعة الطقوس هذه هي، حتى الآن، أقدم مجموعة طقوس هندو أوروبية تم اكتشافها حتى الآن.

## تاريخ
ادعى الملك سرجون ملك الأكاديين أنه وصل إلى جبال طوروس (الجبال الفضية) في القرن الثالث والعشرين قبل الميلاد. ومع ذلك لم يؤكد علم الآثار بعد أي تأثير أكادي في المنطقة. مرت طرق التجارة من آشور إلى كاروم في مرتفعات الأناضول عبر كيزواتنا في أوائل الألفية الثانية قبل الميلاد.
كان ملوك كيزواتنا من الألفية الثانية قبل الميلاد على اتصال دائم مع الحثيين في شمال المملكة. تشير أقدم السجلات الحثية إلى كيزواتنا وأرزاوا (غرب الأناضول) بشكل جماعي تحت اسم لوويا.
أصبحت كيزواتنا خلال الصراع على السلطة الذي نشأ بين الحيثيين ومملكة ميتاني الحورية شريكًا استراتيجيًا بسبب موقعها. أبرم إيشبوتاشو معاهدة مع الملك الحثي تيليبينو وفي وقت لاحق غيرت كيزواتنا ولاءها للحثيين، ربما بسبب بروز سلالة حاكمة جديدة. توسعت مدينة ألالاخ جنوبي كيزواتنا في ظل زعيمها القوي الجديد، إدريمي، الذي كان هو نفسه أحد رعايا ملك ميتاني باراتارنا. كان على ملك كيزواتنا بيليا أن يوقع معاهدة مع إدريمي. أصبحت كيزواتنا حليفًا لميتاني من عهد شوناشورا الأول إلى عهد الملك الحثي أرنواندا الأول الذي اجتاح البلاد وجعلها مملكة تابعة له. ساهمت التضاريس الوعرة لجبال طرسوس من حفاظ كيزواتنا على موقعها الإستراتيجي البارز بين جيرانها الحوريين واللويين، طالبت كيزواتنا بشروطًا تعزز مكانتها من الممالك المجاورة وتم منحها إياها فيما بعد.
تمردت كيزواتنا في عهد سابيليوليوما الأول لكنه ظلت ضمن الإمبراطورية الحيثية لمدة 200 عام. في معركة قادش الشهيرة (1274 قبل الميلاد) ، زودت كيزواتنا الملك الحثي بقوات. بصفتهم فرسان متمكنين، قام أهل كيزواتنا بتوفير الخيول للحروب. وطورت كيزواتنا تكتيكات تمكنهم من استعمال أكثر عدواني للمركبة الحثية ما ميزهم عن منافسيهم المصريين والآشوريين.
كان سكان كيزواتنا حرفيين بارعين وخبراء تعدين وحدادين. كانت كيزواتنا أول من استعمل «الحديد الأسود»، الذي يُعتقد أنه كان حديدًا من أصل نيزكي، في أسلحة مثل الصولجان والسيوف والرؤوس الحربية للرماح. منحهم موقعهم في سلسلة جبال طرسوس الغنية بالمعادن لهم موادًا وفيرة للعمل.
حوالي 1200 قبل الميلاد، يُعتقد أن غزو شعوب البحر أدى إلى نزوح سكان سهل قيليقية مؤقتًا، حيث كان من المحتمل أن يكون العديد من حاشية شعوب البحر مؤلفًا من لووين وحوريين، ربما لضمان حماية شعوبهم، بدلاً من أن يكونوا ضحايا للغزوات.
بعد سقوط الإمبراطورية الحثية، نشأت قوء وهي مملكة الحثيين الجدد في المنطقة التي كانت تحتلها كيزواتنا سابقا.

## الملوك
- بارياواتري
- إيشبوتاشو
- باداتيشو
- بيليا
- شوناشورا
- تالزو
- شوناشورا الثاني - معاصر للملك الحثي تودهاليا الثاني (حوالي 1400 قبل الميلاد)
- قيليقية
- الحيثيون الجدد